# Длинноносая карликовая колючая акула
Длинноносая карликовая колючая акула, (лат. Heteroscymnoides marleyi) — вид акул из семейства далатиевые (Dalatiidae), единственный в роде карликовых колючих акул (Heteroscymnoides). Эти редкие акулы известны всего по 6 особям, пойманным в холодных океанических водах Южного полушария. Они встречаются от поверхности моря до глубины 502 м. Максимальная зарегистрированная длина 36,5 см. У них стройное тело с длинным и выпуклым рылом. Шипы у основания спинных плавников отсутствуют. Эти акулы, вероятно, размножаются яйцеживорождением. 

## Таксономия и филогенез
Впервые вид в 1934 году научно описал американский зоолог Генри Уид Фаулер на основании самки длиной 12,8 см, пойманной у берегов Дурбана, ЮАР. Изначально Фалур думал, что акула относится к роду Heteroscymnus (младший синоним рода полярных акул), а затем создал для неё отдельный род. Этот образец был назначен голотипом. Название рода происходит от слов др.-греч. ἑτεροῖος — «другой», др.-греч. Σκύλλα — «сцилла» и   др.-греч. εῖ̓δος — «вид», «внешность» —  суффикс, образующий слова со значением «подобный». Видовой эпитет дан в честь Гарольда Уолтера Белл-Марли, учёного, внёсшего значительный вклад в исследование рыб Южной Африки. Взаимоотношения между карликовыми колючими акулами и прочими представителями семейства пряморотых акул пока не выяснены.

## Ареал
Длинноносые карликовые колючие акулы обитают  в юго-восточной части Атлантики у  Китового хребта, в восточной части Индийского океана на западе Квазулу-Наталь, ЮАР и в юго-восточной части Тихого океана у побережья Чили. Их ареал лежит в диапазоне между 14° и 30° ю. ш.
Это океанический и пелагический вид, который держится от поверхностных вод до глубины 502 м.  

## Описание
У длинноносых карликовых колючих акул вытянутое туловище с закруглённым, выпуклым рылом и крупными, круглыми глазами. Позади глаз имеются крупные брызгальца. Мигательная мембрана отсутствует. Длина рыла составляет половину длины головы и почти равна расстоянию от рта до основания грудных плавников. Жаберные щели очень маленькие. Ноздри обрамлены короткими кожаными лоскутами, не образующими усиков. Губы тонкие, без бахромы. Верхние и нижние зубы сильно отличаются друг от друга. Верхние зубы меньше нижних. Они оснащены узким остриём, края гладкие. Нижние подобны лезвиям, смыкаются между собой, края гладкие. на верхней челюсти расположено 22, а на нижней 23 зубных ряда.
Шипы у основания спинных плавников отсутствуют. Первый спинной плавник сдвинут вперед и намного меньше второго. Его основание расположено над серединой основания грудных плавников. Длины оснований спинных плавников почти равны. Основание второго спинного плавника расположено над серединой основания брюшных плавников. Грудные плавники округлой формы. Анальный плавник отсутствует. Хвостовой плавник асимметричен, обе лопасти широкие, закруглённые, веслообразной формы. Верхняя лопасть длиннее хорошо развитой нижней. Прекаудальная выемка, проходящий посередине брюха киль и латеральные кили отсутствуют. Тело покрыто плоскими плакоидными чешуйками. Чешуйки плоские, на ножке, задний край ланцетовидный, в форме клина и покрыт гребнями. Окрас коричневого цвета, плавники имеют заметную светлую и тёмную окантовку. Брюхо покрыто крошечными фотофорами. Максимальная зарегистрированная длина составляет 36,5 см. 

## Биология
Длинноносые карликовые колючие акулы, вероятно, размножаются яйцеживорождением, потомство немногочисленно. Длина новорожденных около 12,8 см (предположение сделано на основании поимки детёныша акулы длиной 12,8 см со свежим пупочным шрамом). Самцы достигают половой зрелости при длине 36—36,5 см, а самки — 33,3 см. 

## Взаимодействие с человеком
Длинноносые карликовые колючие акулы практически не попадаются в сети из-за небольшого размера и специфичной среды обитания. Международный союз охраны природы присвоил этому виду статус сохранности «Вызывающий наименьшие опасения».